# Zakspeed 841
La Zakspeed 841 è una monoposto di Formula 1, costruita dalla scuderia tedesca Zakspeed per partecipare al Campionato mondiale di Formula Uno del 1985.

## Descrizione
Progettata da Paul Brown, la vettura fu affidata al pilota britannico Jonathan Palmer e al tedesco Christian Danner.
Il motore, un 4 cilindri turbocompresso da 1,5 litri che erogava 850 CV, era prodotto direttamente dalla scuderia tedesca, cosa inusuale per una piccola scuderia dell'epoca.